# Kurucaabat, Zara
Kurucaabat là một xã thuộc huyện Zara, tỉnh Sivas, Thổ Nhĩ Kỳ. Dân số thời điểm năm 2011 là 83 người.